# Anisonychus
Anisonychus es un género de coleóptero de la familia Attelabidae.

## Especies
Las especies de este género son:
- Anisonychus cinchonae
- Anisonychus ljubetshansky
- Anisonychus mirabilis
- Anisonychus rugosus
- Anisonychus atropterus
  - Anisonychus atropterus atropterus
  - Anisonychus atropterus rubribasalis
- Anisonychus interstitialis
- Anisonychus malaysianus
- Anisonychus melanopterus
- Anisonychus palawanensis
- Anisonychus quadrillum
- Anisonychus westermanni